# Albin Marin

Logotyp

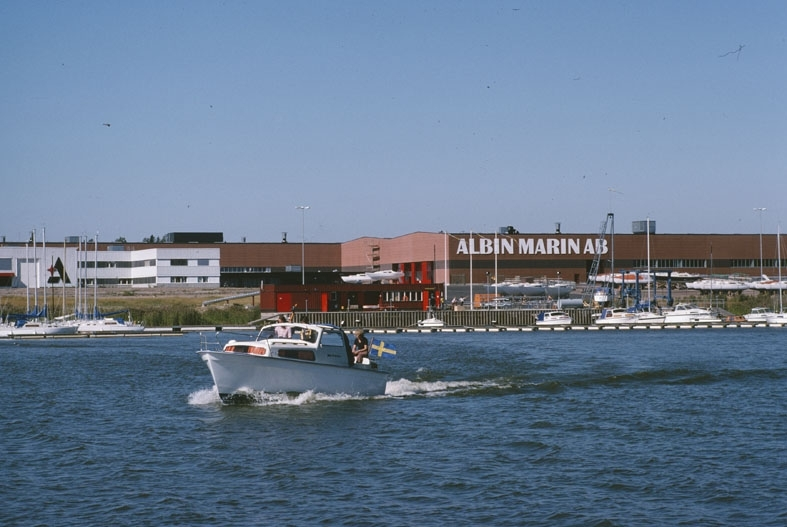
Albin 25 och fabrik i Kristinehamn

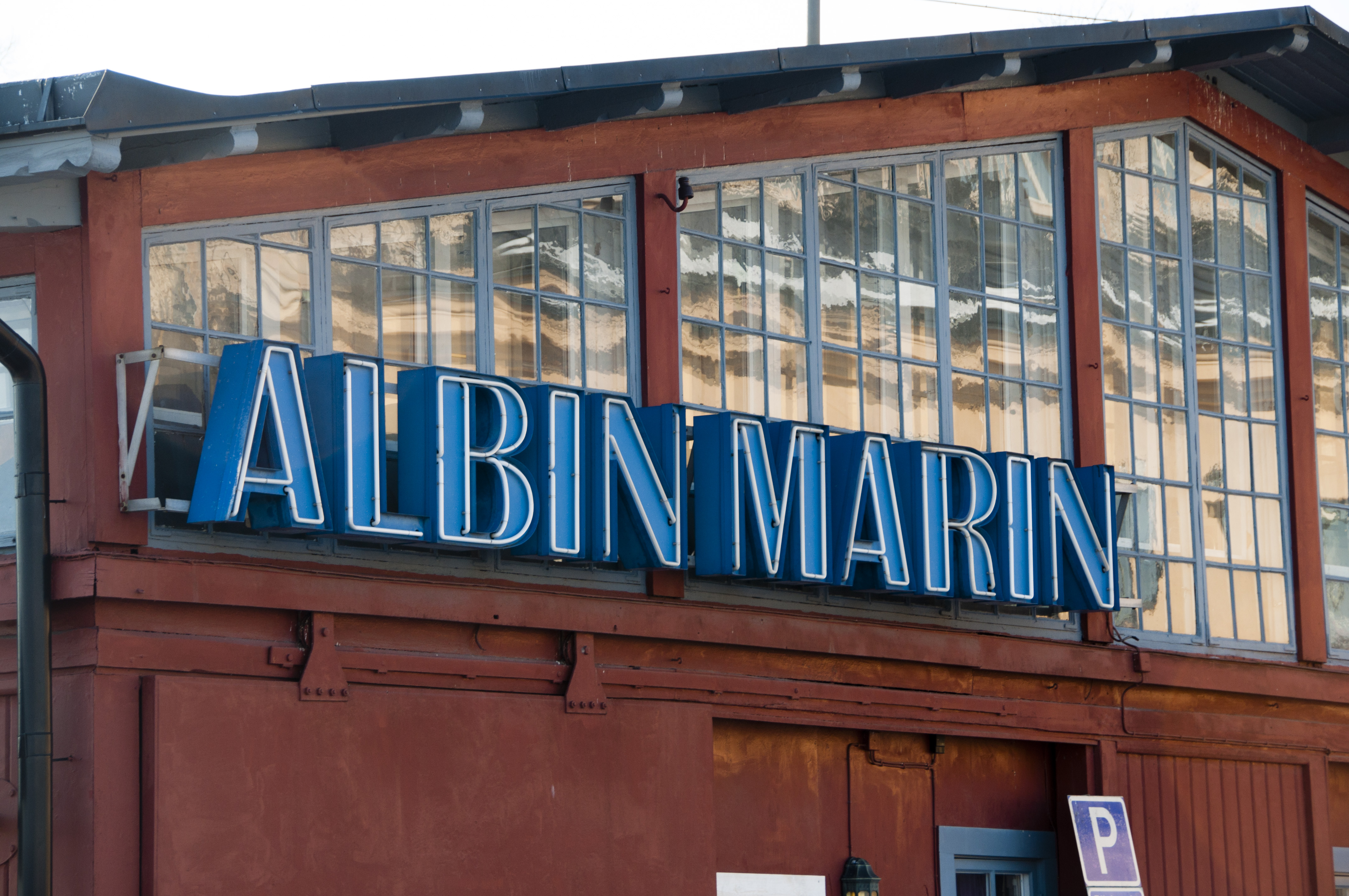
Albin Marin, Blasieholmen

Albin Marin var ett segelbåtsvarv i Kristinehamn. Företaget grundades av familjen Larsson, som redan ägde Albin Motor. Albin Motor tillverkade motorer, bland annat inombordsmotorer för fritidsbåtar, och ville ha båtar att montera sina motorer i. Albin Marin gick i början på 1980-talet, efter ägarbyte, i konkurs.

## Båtkonstruktörer
- Per Brohäll
- Rolf Magnusson
- Peter Norlin
- Ocke Mannerfelt

## Båtar

### Segelbåtar
- Accent
- Albin 37 fot
- Albin 57
- Albin 78 Cirrus
- Albin 79
- Albin 85 Cumulus
- Albin Alpha
- Albin Ballad
- Albin Cumulus
- Albin Delta
- Albin Express
- Albin Minerva
- Albin Nova
- Albin Singoalla
- Albin Stratus
- Albin Vega
- Albin Viggen
- Scampi

### Motorbåtar
- Albin 21
- Albin 23
- Albin 25
- Albin 26
- Albin 27 Wynne
- Albin 30
- Albin Shuttle[1]

### Motorseglare
- Albin 82 MS